# AD Limianos
Die AD Limianos ist ein Sportverein aus der portugiesischen Stadt Ponte de Lima im Distrikt Viana do Castelo. In der Saison 2018/19 spielt der Verein im drittklassigen Campeonato Nacional de Seniores.

## Geschichte
Der Verein wurde am 5. Januar 1953 gegründet. Er stieg 1994 erstmals in die damals drittklassige Segunda Divisão auf, in der er sich zwei Spielzeiten lang hielt. Seit 2011 spielt der Verein erneut, mit einer Unterbrechung in der Saison 2017/18, drittklassig.
Seine Heimspiele trägt der Verein im Estádio do Cruzeiro aus.